# Eugênio Doin Vieira
Eugênio Doin Vieira (São Francisco do Sul, 9 de novembro de 1926 – São Paulo, 6 de agosto de 2009) foi um advogado e político brasileiro.

## Vida
Filho de Bento Águido Vieira e de Celina Clara Doin Vieira.
Em primeira bodas casou-se com Ângela Maria Gracia Evangelista Vieira, consórcio do qual nasceram, Francisco Afonso Evangelista Vieira, Paulo Afonso Evangelista Vieira, Teresa Maria Evangelista Vieira e Eugênio Carlos Evangelista Vieira. 
Em segunda bodas casou-se com Helga Klug Doin Vieira, tendo deste os filhos, Glaucia Beatriz Klug Doin Vieira Marins de Souza, Glauco Klug Vieira, Marcello Klug Vieira e Maria Eugênia Doin Vieira.
Bacharelou-se em direito pela Faculdade de Direito do Amazonas, em 1955.
Foi Secretário da Fazenda em Santa Catarina, Deputado Estadual e Deputado Federal pelo MDB de Santa Catarina, tendo seu mandato cassado em 1968 pelo AI-5, ato da ditadura militar que suspendeu garantias e fechou o Congresso por tempo indeterminado, cassando os mandatos de 98 deputados e 5 senadores da oposição democrática.
Faleceu em São Paulo, junto à família, por complicações pulmonares, em 7 de agosto de 2009.

## Carreira
Foi deputado à Câmara dos Deputados na 43ª legislatura (1967 — 1971), eleito pelo Movimento Democrático Brasileiro (MDB).
Foi cassado, com os direitos políticos suspensos por dez anos, pelo disposto no artigo 4 do Ato Institucional Número Cinco, de 13 de dezembro de 1968, expedido pelo decreto de 16 de janeiro de 1969, publicado no Diário Oficial de 17 de janeiro de 1969, página 554.